# Улица Эльдара Рязанова
Улица Эльдара Рязанова — улица на юго-западе Москвы в Обручевском районе (ЮЗАО) между улицами Обручева и Новаторов.

## Происхождение названия
Проектируемый проезд № 6021 получил название улица Эльдара Рязанова в октябре 2017 года. Улица была названа в честь режиссёра Эльдара Рязанова (1927—2015), создавшего более 50 фильмов, включая такие шедевры советского кинематографа как «Карнавальная ночь», «Берегись автомобиля», «Ирония судьбы, или С лёгким паром!», «Служебный роман» и другие. Названа по расположению рядом с Киноклубом «Эльдар» (Ленинский проспект, 105). Первая перенумерация домов к новой улице (ранее корпуса дома 107 по Ленинскому проспекту) произведена в 2020 году.

## Описание
Улица начинается от улицы Обручева, проходит на северо-восток, затем поворачивает на юго-восток и выходит на улицу Новаторов. На сегодняшний день к улице приписаны только два дома: 2 и 4.